# Cincinnati Open 1997 - Qualificazioni singolare
Le qualificazioni del singolare  del Cincinnati Open 1997 sono state un torneo di tennis preliminare per accedere alla fase finale della manifestazione. I vincitori dell'ultimo turno sono entrati di diritto nel tabellone principale. In caso di ritiro di uno o più giocatori aventi diritto a questi sono subentrati i lucky loser, ossia i giocatori che hanno perso nell'ultimo turno ma che avevano una classifica più alta rispetto agli altri partecipanti che avevano comunque perso nel turno finale.
Le qualificazioni del torneo Cincinnati Open 1997 prevedevano 28 partecipanti di cui 7 sono entrati nel tabellone principale.

## Teste di serie
1. Brett Steven (Qualificato)
2. Jérôme Golmard (Qualificato)
3. Vince Spadea (Qualificato)
4. Olivier Delaître (Qualificato)
5. Daniel Nestor (Qualificato)
6. Nicklas Kulti (ultimo turno)
7. Cristiano Caratti (primo turno)

1. Kevin Ullyett (Qualificato)
2. David Wheaton (Qualificato)
3. Bob Bryan (primo turno)
4. Luke Jensen (primo turno)
5. Jan-Michael Gambill (ultimo turno)
6. Jim Grabb (ultimo turno)
7. David Caldwell (ultimo turno)

## Qualificati
1. Brett Steven
2. Jérôme Golmard
3. Vince Spadea
4. Olivier Delaître

1. Daniel Nestor
2. Kevin Ullyett
3. David Wheaton

## Tabellone

### Legenda
| - Q = Qualificato - WC = Wild card - LL = Lucky loser | - ALT = Alternate - SE = Special Exempt - PR = Protected Ranking | - w/o = Walkover - r = Ritirato - d = Squalificato |

### Sezione 1
|  | Primo turno | Primo turno  | Primo turno  | Primo turno | Primo turno |  |  | Ultimo turno | Ultimo turno | Ultimo turno | Ultimo turno | Ultimo turno |  |
|  |             |              |              |             |             |  |  |              |              |              |              |              |  |
|  | 1           | Brett Steven | Brett Steven | 6           | 7           |  |  |              |              |              |              |              |  |
|  |             | Joshua Eagle | Joshua Eagle | 3           | 5           |  |  | 1            | Brett Steven | Brett Steven | 7            | 7            |  |
|  | 13          | Jim Grabb    | 7            | 6           | 7           |  |  | 13           | Jim Grabb    | Jim Grabb    | 5            | 6            |  |
|  |             | Mike Bryan   | 6            | 7           | 5           |  |  |              |              |              |              |              |  |

### Sezione 2
|  | Primo turno | Primo turno       | Primo turno       | Primo turno | Primo turno |  |  | Ultimo turno | Ultimo turno   | Ultimo turno   | Ultimo turno | Ultimo turno |  |
|  |             |                   |                   |             |             |  |  |              |                |                |              |              |  |
|  | 2           | Jérôme Golmard    | Jérôme Golmard    | 6           | 6           |  |  |              |                |                |              |              |  |
|  |             | Francisco Montana | Francisco Montana | 4           | 3           |  |  | 2            | Jérôme Golmard | Jérôme Golmard | 6            | 6            |  |
|  | 14          | David Caldwell    | David Caldwell    | 7           | 6           |  |  | 14           | David Caldwell | David Caldwell | 1            | 2            |  |
|  |             | Murphy Jensen     | Murphy Jensen     | 5           | 3           |  |  |              |                |                |              |              |  |

### Sezione 3
|  | Primo turno | Primo turno         | Primo turno  | Primo turno | Primo turno |  |  | Ultimo turno | Ultimo turno        | Ultimo turno        | Ultimo turno | Ultimo turno |  |
|  |             |                     |              |             |             |  |  |              |                     |                     |              |              |  |
|  | 3           | Vince Spadea        | Vince Spadea | 6           | 6           |  |  |              |                     |                     |              |              |  |
|  |             | Andrew Rueb         | Andrew Rueb  | 2           | 3           |  |  | 3            | Vince Spadea        | Vince Spadea        | 6            | 6            |  |
|  | 12          | Jan-Michael Gambill | 7            | 3           | 6           |  |  | 12           | Jan-Michael Gambill | Jan-Michael Gambill | 4            | 4            |  |
|  |             | Marcus Hilpert      | 6            | 6           | 3           |  |  |              |                     |                     |              |              |  |

### Sezione 4
|  | Primo turno | Primo turno      | Primo turno      | Primo turno | Primo turno |  |  | Ultimo turno | Ultimo turno     | Ultimo turno     | Ultimo turno | Ultimo turno |  |
|  |             |                  |                  |             |             |  |  |              |                  |                  |              |              |  |
|  | 4           | Olivier Delaître | Olivier Delaître | 6           | 6           |  |  |              |                  |                  |              |              |  |
|  |             | Robbie Koenig    | Robbie Koenig    | 1           | 4           |  |  | 4            | Olivier Delaître | Olivier Delaître | 6            | 6            |  |
|  |             | Luke Jensen      | 5                | 6           | 6           |  |  |              | Luke Jensen      | Luke Jensen      | 2            | 0            |  |
|  | 11          | Michael Tebbutt  | 7                | 4           | 3           |  |  |              |                  |                  |              |              |  |

### Sezione 5
|  | Primo turno | Primo turno    | Primo turno    | Primo turno | Primo turno |  |  | Ultimo turno | Ultimo turno  | Ultimo turno  | Ultimo turno | Ultimo turno |  |
|  |             |                |                |             |             |  |  |              |               |               |              |              |  |
|  | 5           | Daniel Nestor  | Daniel Nestor  | 6           | 7           |  |  |              |               |               |              |              |  |
|  |             | Donald Johnson | Donald Johnson | 2           | 6           |  |  | 5            | Daniel Nestor | Daniel Nestor | 6            | 7            |  |
|  |             | Bob Bryan      | Bob Bryan      | 6           | 6           |  |  |              | Bob Bryan     | Bob Bryan     | 1            | 6            |  |
|  | 10          | Steve Bryan    | Steve Bryan    | 3           | 3           |  |  |              |               |               |              |              |  |

### Sezione 6
|  | Primo turno | Primo turno   | Primo turno | Primo turno | Primo turno |  |  | Ultimo turno | Ultimo turno  | Ultimo turno  | Ultimo turno | Ultimo turno |  |
|  |             |               |             |             |             |  |  |              |               |               |              |              |  |
|  | 6           | Nicklas Kulti | 6           | 6           | 6           |  |  |              |               |               |              |              |  |
|  |             | Craig Boynton | 3           | 7           | 4           |  |  | 6            | Nicklas Kulti | Nicklas Kulti | 5            | 5            |  |
|  | 8           | Kevin Ullyett | 6           | 1           | 7           |  |  | 8            | Kevin Ullyett | Kevin Ullyett | 7            | 7            |  |
|  |             | Chris Groer   | 2           | 6           | 5           |  |  |              |               |               |              |              |  |

### Sezione 7
|  | Primo turno | Primo turno         | Primo turno   | Primo turno | Primo turno |  |  | Ultimo turno | Ultimo turno        | Ultimo turno        | Ultimo turno | Ultimo turno |  |
|  |             |                     |               |             |             |  |  |              |                     |                     |              |              |  |
|  |             | Mashiska Washington | 4             | 6           | 6           |  |  |              |                     |                     |              |              |  |
|  | 7           | Cristiano Caratti   | 6             | 3           | 2           |  |  |              | Mashiska Washington | Mashiska Washington | 3            | 6            |  |
|  | 9           | David Wheaton       | David Wheaton | 6           | 6           |  |  | 9            | David Wheaton       | David Wheaton       | 6            | 7            |  |
|  |             | Piet Norval         | Piet Norval   | 2           | 4           |  |  |              |                     |                     |              |              |  |